# Gorani
Gorani je skupina dialektů, která patří k severozápadní větvi íránských jazyků. Mluví jí Kurdové v nejjižnějších částech Íránského Kurdistánu a Iráckého Kurdistánu.
Ačkoli jazykem mluví etničtí Kurdové, gorani je od kurdštiny značně odlišné. Naopak je příbuzné a jazykem zazaki, jehož mluvčí se také považují za etnické Kurdy a s nímž tvoří podskupinu uvnitř severozápadních Íránských jazyků. Počet mluvčích se pohybuje mezi 200 a 300 tisíci. Mezi dialekty patří Hewramî, který je od ostatních dialektů dost odlišný.
Mnoho mluvčích vyznává kurdské náboženství jarsanismus, které má mnoho posvátných textů zaznamenaných právě v jazyce gorani. Gorani bylo dříve významným jazykem jihovýchodního Kurdistánu, ale později mnoho mluvčích přešlo na sorání; v 19. století bylo grani pomalu nahrazeno sorání v mnoha městech v Íránu i Iráku.
Původ slova se odvozuje od avestánského slova gairi - hora, ke kterému byl přidán sufix -i, značící obyvatele hor. Má tedy shodný původ[zdroj?] s Gorany, muslimskými Slovany na Balkáně.

## Externí odkazy

Kurmándží
Sorání
Pehlewani
Zazaki
Gorani
smíšené oblasti